# Joseph Hoeren

Joseph Hoeren

Johann Heinrich Joseph Hoeren (* 17. Mai 1825 in Dahlen; † 5. April 1907 in Berlin) war ein deutscher Politiker.

## Leben und Wirken
Joseph Hoeren war der Sohn eines Webers. Er machte eine Ausbildung zum Lehrer, auch von taubstummen Schülern. Er wechselte nach mehrjähriger Berufstätigkeit in Verwaltungslaufbahn.
Auf dem Landratsamt von Mönchengladbach absolvierte er eine Vorbereitungszeit und wurde am 16. Mai 1863 Bürgermeister der Bürgermeisterei St. Hubert im 1816 errichteten Kreis Kempen. Am 1. Januar 1874 wurde er zum ersten Bürgermeister der Bürgermeisterei Stoppenberg berufen, die aus der Teilung der Bürgermeisterei Altenessen hervorging. Beides sind heute Stadtteile der Stadt Essen. Zur Bürgermeisterei Stoppenberg gehörten die Gemeinden Frillendorf, Huttrop, Katernberg, Kray, Leithe, Rotthausen, Schonnebeck und Rüttenscheid. Die Amtseinführung fand am 5. Januar 1874 statt.
Joseph Hoeren machte sich während des Bergarbeiterstreiks im Jahr 1889 einen Namen, indem er sich offen zu den Forderungen der Bergleute bekannte und ebenso handelte. Da er für die Polizei zuständig war, wollte nur gegen die Streikenden vorgehen, wenn sie sich an fremdem Eigentum oder Personen vergriffen. Die Streikenden blieben jedoch friedlich. Als die Zechenleitung der Zeche Zollverein ihnen die Wohnungen kündigte, lehnte Hoeren Polizeiunterstützung bei der Wohnungsräumung ab. Daraufhin beschwerte sich die Zechenleitung beim Essener Landrat über den Bürgermeister, was ein Disziplinarverfahren nach sich zog. Am 1. Februar 1891 trat Joseph Hoeren trotz einer eindrucksvollen und positiven Stellungnahme des Stoppenberger Bürgermeisterrates zurück und ließ sich in den Ruhestand versetzen. 
Er wurde auf dem Essener Ostfriedhof beigesetzt.
Zwischen den Essener Stadtteilen Stoppenberg und Katernberg wurde die ehemalige Straße Bruchweiher am 22. September 1971 nach ihm in Joseph-Hoeren-Straße umbenannt.